# Trifoszfátok
A trifoszfátok elnevezés a trifoszforsav (H5P3O10) sóit jelöli.

## Élelmiszeripari felhasználás
Az élelmiszeriparban a nátrium- és kálium-trifoszfátot pufferanyagként, stabilizálószerként, valamint víz megkötésére alkalmazzák E451 néven. Tengeri élelmiszerek esetén használatát korlátozzák, mivel megnöveli az élelmiszer víztartalmát, ezáltal nagyobb súlyt elérve.

### Élelmiszer-adalékanyagként alkalmazott trifoszfátok
- E451i pentanátrium-difoszfát
- E451ii pentakálium-trifoszfát

Maximum napi beviteli mennyisége 70 mg/testsúlykg, de ez az összes foszfortartalmú vegyület együttes mennyiségére vonatkozik. A nagy mennyiségű foszfátbevitel megzavarhatja a szervezet anyagcsere folyamatait.